# Aldo Matteotti
Aldo Matteotti (Milano, 2 maggio 1927 – Castagneto Carducci, 5 gennaio 1999) è stato un pittore, scultore e fotografo italiano.
Le sue opere figurano in collezioni pubbliche e private di tutto il mondo e variano dall'arte visiva, all'arte orafa, dai dipinti ad olio alla cera. Molti dei suoi quadri sono ispirati ai suoi numerosi viaggi.

## Biografia
Nasce a Milano, al quarto piano di una casa del Novecento, in via Sansovino 1. Il padre, Furio Matteotti, esercitava la professione di illustratore e giornalista cartogafo presso il Corriere della Sera mentre la madre lavorava presso l'Editore Vallardi. Aldo era il secondogenito di tre figli. Mariapia era la sorella maggiore; Cesare il fratello minore. Stimolato dall'ambiente familiare, cresce sviluppando le sue doti artistiche. Frequenta il Liceo ginnasio statale Giosuè Carducci per poi passare gli esami di ammissione al Liceo artistico di Brera con il massimo dei voti. Durante la Seconda guerra mondiale la famiglia viene sfollata a Varese in una casa di contadini e Aldo è costretto ad abbandonare i suoi studi. Finita la guerra trova lavoro come illustratore di libri di favole per l'Enciclopedia Scientifica Garzanti e nel 1948 consegue la maturità al Liceo Artistico di Brera. Iscrittosi alla falcoltà di architettura non ne condivide i metodi di insegnamento e abbandona gli studi, riuscendo, secondo la sua opinione, a non soffocare il proprio spirito creativo all'interno dei rigidi parametri universitari. Fino al 1953 contribuisce al sostentamento della famiglia, riuscendo a risistemare la casa a Milano che era stata danneggiata dai bombardamenti. Mancata la madre nel '54, aiuta il padre accettando l'incarico di dirigente artistico-tecnico all'interno della ditta Sidenka che poi abbandona dopo qualche anno per dedicarsi finalmente alla pittura.
Nell'ottobre del 1959, Aldo Matteotti si reca a Partinico dove ha sede il "Centro Studi e Iniziative per la piena occupazione in Sicilia" fondato da Danilo Dolci. Contribuisce al progetto organizzando corsi di disegno per bambini e realizzando una mostra per far convergere l'attenzione degli intellettuali verso i problemi della Sicilia. All'inizio degli anni Sessanta vince il primo premio di un concorso bandito dall'AVIS con un manifesto rappresentante una mano che offre una rosa. 

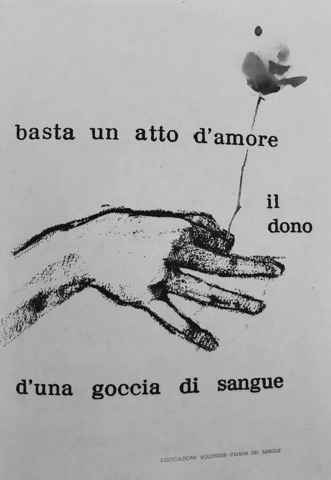
Manifesto vincitore del primo premio del concorso indetto dall'AVIS, donatori di sangue.

Nell'estate del 1962 Aldo Matteotti compie il suo secondo viaggio a Londra. Sulla rivista "The Evening Standard Book Page" del 21 agosto 1962 compare una fotografia che lo ritrae con la seguente dicitura: "Then there is Aldo Matteotti, an almost irresistibly handsome artist from Milan, who wants peace in which to paint. He would also like a wife, before he sets out." La notizia apparve poi su "Noir et Blanc", su "Woman", alla "BBC" e infine in Italia su Oggi, dove il 30 giugno 1963 viene pubblicato l'articolo che cita: "L'Italia sarà rappresentata da Aldo Matteotti, un artista Milanese che proviene da una delle più insigni famiglie del socialismo Italiano". Nello stesso anno, Aldo va in Israele per documentarsi sulla vita dei Kibbutz e scrive un paio di articoli per la rivista "L'Italia". Nel 1965 Aldo dona al Presidente Lyndon B. Johnson due ritratti di cui uno equestre che sono tutt'oggi esposti alla Casa Bianca.
Per due anni insegna Ornato Disegnato e Figura Disegnata al Liceo Artistico Statale di Bergamo e poi per altri due anni le stesse discipline al Liceo Artistico Statale di Milano. Nel 1980 tiene una rubrica intitolata "Dipingere è bello" sulla rete Telelombardia. Come membro di "Amnesty International" si dedica ad impegni umanitari sostenendo l'Unicef e occupandosi di problemi relativi alla droga come l'AIDS. Il 7 dicembre 1988 viene inaugurato un mosaico dedicato a Sant'Ambrogio realizzato da Aldo e collocato nella Basilica di San Nazaro a Milano per la celebrazione dei milleseicento anni della basilica. Negli anni, Aldo e il fratello Cesare acquisiscono alcuni poderi a Castagneto Carducci. Uno di questi chiamato "Poggio al Grillo" diventerà la sua casa nel 1998, anno in cui sposa Fabrizia Campolunghi, dopo una relazione durata 12 anni. Vi rimarrà fino al 1999, anno in cui muore a causa di un cancro ai polmoni.

## Opere
(Aldo Matteotti, Dipingere è bello)
Le opere di Aldo Matteotti fanno parte di numerose collezioni pubbliche e private presenti in molti paesi europei e in paesi extraeuropei come Stati Uniti, Canada, Messico, Filippine, Cina e Giappone. Alcune opere grafiche sono conservate nella Raccolta Bertarelli del Castello Sforzesco di Milano, nella Biblioteca Germanica di Milano, all'istituto d'arte di Urbino e nel museo Puskin di Leningrado.

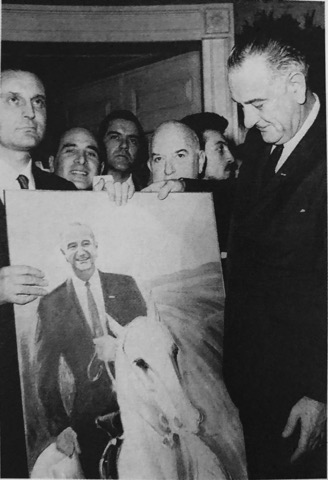
Aldo Matteotti (sulla sinistra) e il Presidente Johnson (sulla destra) alla Casa Bianca.

### Ritratto del Presidente
Ghitta Hussar, direttrice della rivista "Valigia Diplomatica", organizza nel 1965 "The First Italian Artists Cruise to the U.S.A". Alla crociera partecipano 136 artisti italiani, tra cui Aldo Matteotti, che espongono le loro opere in una mostra collettiva al Vanderbilt Hotel di New York. In questa occasione Matteotti realizza due ritratti del Presidente Johnson, di cui uno lo raffigura a cavallo. In un incontro alla Casa Bianca ha occasione di donarglieli personalmente.

### Mosaico di Sant'Ambrogio

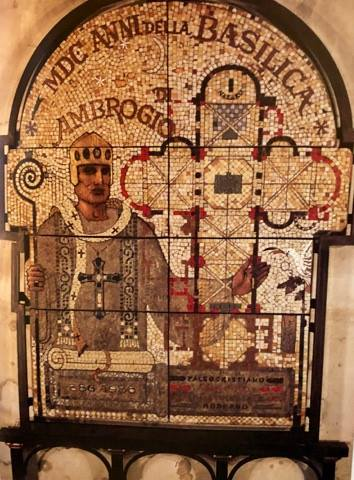
Mosaico di Sant'Ambrogio, Aldo Matteotti.

L'incarico fu affidato ad Aldo da Monsignor Giulio Giacometti, parroco della Basilica di San Nazaro e la creazione del mosaico richiese due anni di lavoro. Il desiderio dell'artista era che "il mosaico potesse divenire il tramite di un messaggio rivolto a tutti: un'esortazione rivolta al bene attraverso le immagini emblematiche che vi avrei inserite". Progettò un sistema di otto pannelli, assemblati in una cornice di ferro sostenuta da archetti, che avrebbe scaricato il peso dell'insieme sul pavimento. L'opera raffigura Sant'Ambrogio rappresentato come "uomo che si impone" senza aureola, per mettere in risalto la figura dell'uomo prima ancora di quella del Santo. Il mosaico fu collocato all'interno della Basilica di San Nazaro, consacrata da Sant'Ambrogio nel 386 d.c e situata a Milano in piazza San Nazaro in Brolo. Fu inaugurato poi il 7 dicembre 1998.

#### Allegorie
Nella parte superiore del mosaico sono raffigurate le stelle e la luna che rappresentano l'universo mentre sul basso ci sono nubi e pioggia che rappresentano la condizione umana. Il rotolo di pergamena simboleggia l'efficacia della parola e del sapere. La stola del saio è decorata con dei punti interrogativi che rappresentano i dubbi e le problematiche dell'intelligenza. Sulla destra del mosaico è rappresentato un fucile, simbolo della violenza e dello strapotere mentre la siringa rappresenta la "droga" intesa come dipendenza dalla vanità che il potere crea. La colomba ferita versa il sangue su un dollaro, simbolo del profitto eccessivo e tiene nel becco un ramoscello di quercia rinsecchito, simbolo del disastro ecologico. Di fianco alla colomba appare la scritta "03" che indica l'effetto serra. La scritta sotto la pergamena "Speranza? Co-scienza" significa che l'unica via di salvezza è la solidarietà e la collaborazione tra gli uomini, rispettando il sapere e ascoltando la nostra voce interiore.

## Mostre
Matteotti organizza la sua prima mostra personale nel 1964 al ristorante Milanese "La Bella Pisana". Nel 1965 esibisce le sue opere alla "The Children Seashore House" di Atlantic City, donando il ricavato ai bambini ammalati dell'ospedale. Dal 1966 al 1997 le sue mostre hanno luogo in Italia, dove i critici lo ritengono un maestro della pittura ad acqua.

## Galleria d'immagini

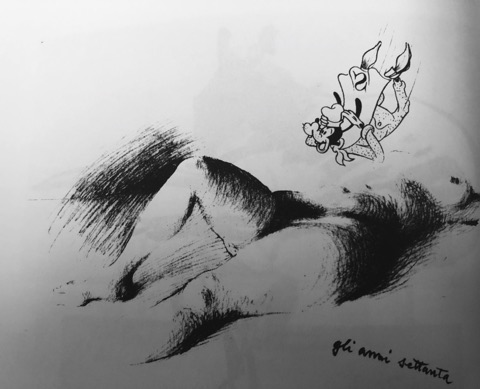
Litografia di Aldo Matteotti, Anni 70.
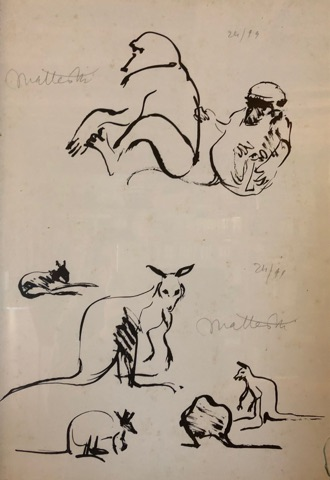
Litografia di Aldo Matteotti, Scimmie e canguri.